# Festuca morisiana
Festuca morisiana là một loài thực vật có hoa trong họ Hòa thảo. Loài này được Parl. mô tả khoa học đầu tiên năm 1844.